# Ochyrocera quinquevittata
Ochyrocera quinquevittata is een spinnensoort uit de familie Ochyroceratidae. De soort komt voor in Saint Vincent.